# Student-växeln eller Fredagen den 13:e
Student-växeln eller Fredagen den 13:e är en svensk film från 1911.
Filmen spelades in i Uppsala av studenter och premiärvisades den 28 september 1911 på Upsala-Biografen. Den handlar om kandidat Lumbla, som efter ekonomiska bekymmer bestämmer sig för att begå självmord. Han blir dock stoppad av sin gode vän och tillsammans flyr de undan skuldindrivarna. Lumblas älskade Plussan kommer in i bilden och förlåter honom för hans självmordsplaner.
Student-växeln eller Fredagen den 13:e väckte anstöt hos recensenterna. Signaturen "H" i Upsala skrev "Att det är illa utfört förlåtes gärna, men att motivet till detsamma är hämtat från studentlifvets skuggsidor, fylleri, växlar och lösa kvinnor, är oförsvarligt."